# Джонні Паласіос
Джонні Юлохіо Паласіос Качо (ісп. Jhonny Eulogio Palacios Cacho, 20 грудня 1986, Ла-Сейба, Гондурас) — гондураський футболіст, захисник гондураського клубу «Олімпія» з Тегусігальпи та національної збірної Гондурасу. Може зіграти у центрі або на правому фланзі оборони.

## Клубна кар'єра
З 2006 року захищає кольори найбільш титулованого клубу Гондурасу — «Олімпії», у складі цієї команди декілька разів ставав чемпіоном країни. 
Влітку 2009 року з'явилася інформація про можливий перехід Джонні до представника англійської Прем'єр-ліги клубу «Віган Атлетік», в якому попередній сезон відіграв його старший брат Вілсон. Тоді трансфер не відбувся через відсутність дозволу на прецевлаштування у Великій Британії. Пізніше того ж року, після залучення Джонні до лав своєї національної збірної, очікувалося, що гравець все ж перейде до «Вігана» на початку 2010, однак й цього разу перехід не відбувся.

## Виступи у збірних
Отримав свій перший виклик до національної збірної Гондурасу влітку 2009 року, напередодні тогорічного розіграшу Золотого кубка КОНКАКАФ. Дебютував у формі збірної у матчі цього турніру проти збірної Гренади 11 липня 2009 року. 
Виступи Джонні під час континентальної першості справили добре враження на головного тренера гондурасців Рейнальдо Руеду і гравець був включений до заявки збірної для участі у фінальній частині чемпіонату світу 2010 року. До цієї заявки також потрапив його брат Вілсон, пізніше гондурасці дозаявили ще одного з братів Паласіосів — Джеррі. Таким чином збірна Гондурасу увійшла в історію як перша збірна на чемпіонатах світу, до складу якої входило три рідних брати.
Безпосередньо під час матчів чемпіонату світу 2010 року Джонні Паласіос на полі жодного разу не з'являвся.

## Титули і досягнення
- Переможець Центральноамериканського кубка: 2011